# Мар'ївка (Краматорський район)
Ма́р'ївка — село Олександрівської селищної громади Краматорського району Донецької області, України. У селі мешкає 250 осіб. Лежить на лівому березі річки Гнилуши.

## Географія
Відстані до найближчих залізничних станцій:
вантажні: Легендарна — 30 км; Добропілля — 35 км;
пасажирські: Гаврилівка, Близнюки — 40 км.
Через село курсують рейсові автобуси Краматорськ — Знаменівка — Мар'ївка — Новодонецьке, 1 пара рейсів на добу.

## Історія
- 1704 — по обох берегах річки Гнилуша числяться декілька зимовників та хуторів запорізьких козаків[1].
- 1791 — обширну місцевість по річці Гнилуша, у тому числі — в районі сучасної Мар'ївки, придбав колезький асесор С.Жебуньов[1].
- 1795 — дружина С.Жебуньова, М. С. Жебуньова, розпочала будівництво церкви Вознесіння Господнього[1][2].
- 1796 — у Мар'ївці відкрито дерев'яну однопрестольну церкву Вознесіння Господнього[2].
- 1854 — у селі Мар'їнське (Жебуньове) числиться 21 двір, 156 жителів[3].
- 1880 — в маєтку Жебуньових до 80-х років XIX століття було розвідано кам'яне вугілля, серед пластів якого були незначні поклади охри[4][5].
- 1886 — у власницькому селі Мар'їнське (Жебуньове) — 40 дворів, 260 мешканців, лавка, 3 ярмарки на рік[6].
- 1898 — церква Вознесіння Господнього перебудована за кошти парафіян[2].
- 1908 — в селі Мар'їнське числиться 53 двори, 345 жителів, 174 десятини зручної, 5,7 десятин незручної та 300 десятин придбаної землі[7].
- Під час Голодомору 1932—1933 років померло щонайменше 35 жителів села[8].
- 1937 — в селі Мар'янка числиться 57 дворів[9].

## Населення
Згідно з переписом УРСР 1989 року чисельність наявного населення села становила 229 осіб, з яких 105 чоловіків та 124 жінки.
За переписом населення України 2001 року в селі мешкало 250 осіб.

### Мова
Розподіл населення за рідною мовою за даними перепису 2001 року:
| Мова       | Відсоток |
| ---------- | -------- |
| українська | 95,20 %  |
| російська  | 4,80 %   |